# Zuccotti Park

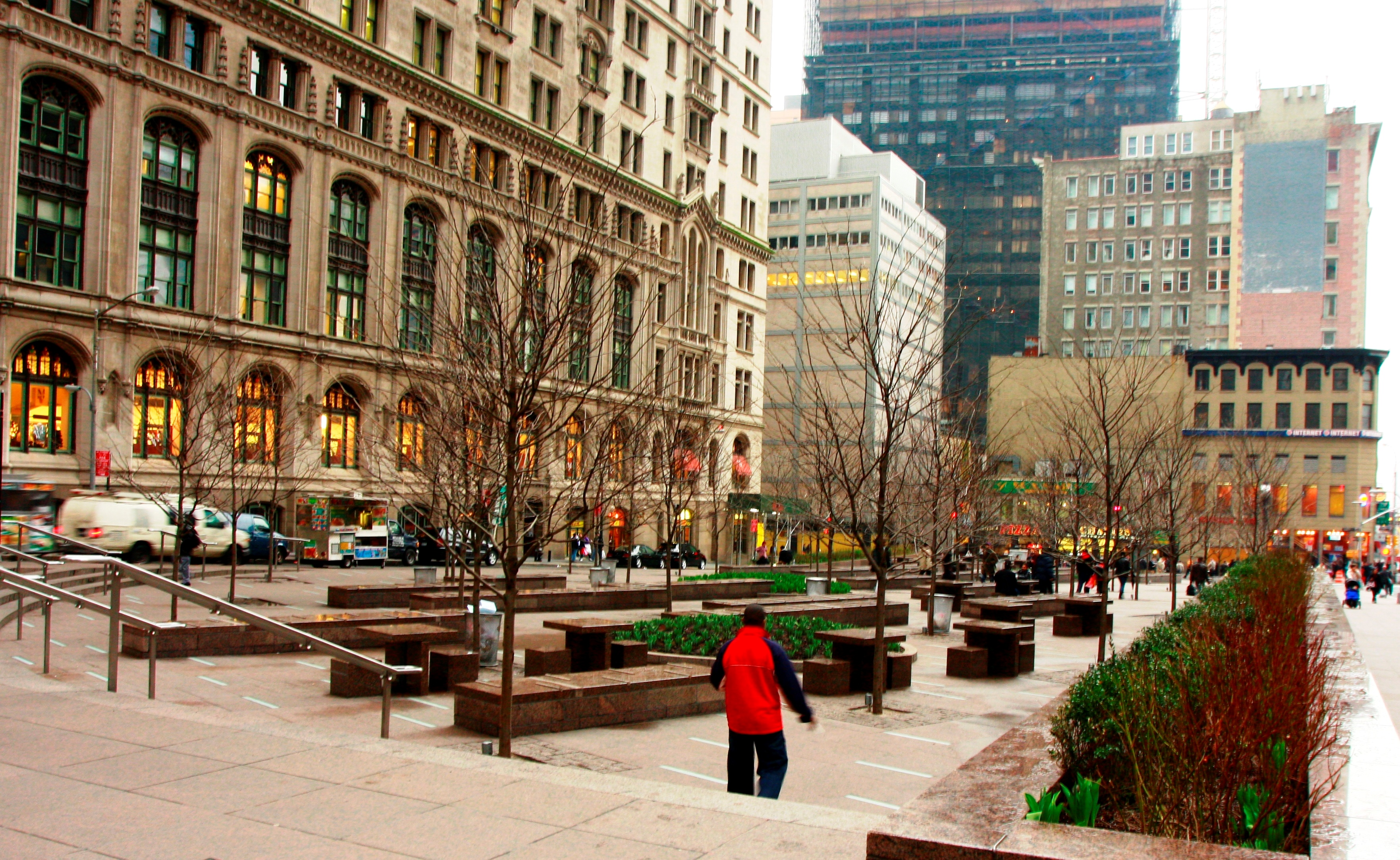
Zuccotti Park 2008

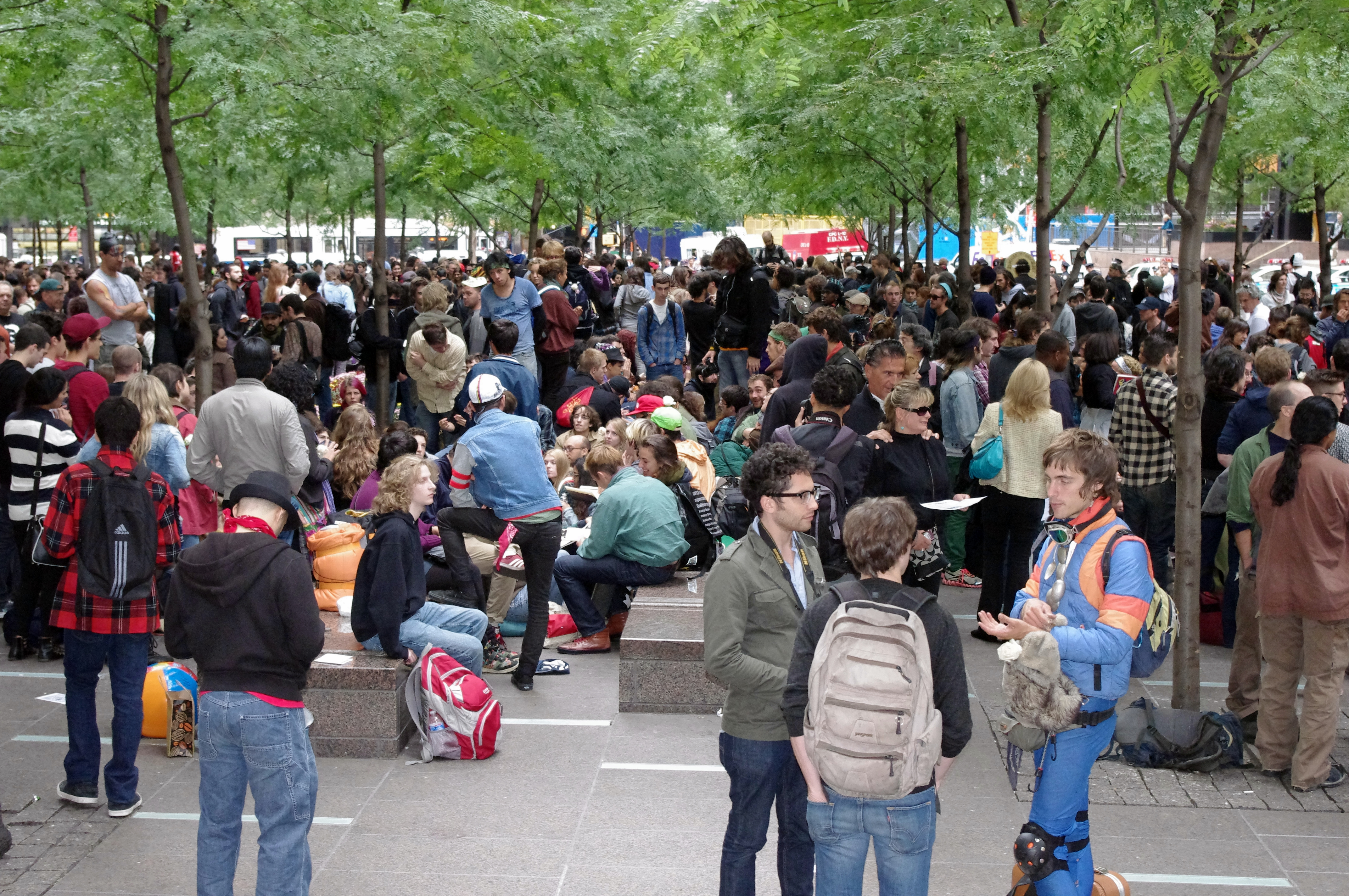
Occupy Wall Street-Demonstranten 2011

Der Zuccotti Park (früher Liberty Plaza Park) ist ein Platz im Finanzdistrikt von Manhattan, New York City. Es ist eine etwa 3.100 m² große, öffentlich zugängliche Anlage im Besitz von Brookfield Office Properties Inc. Er liegt zwischen Broadway, Trinity Place, Liberty Street and Cedar Street. Die nordwestliche Ecke befindet sich gegenüber dem World Trade Center Site. Das Equitable Building sowie die Trinity and U.S. Realty Buildings befinden sich in unmittelbarer Nähe.

## Geschichte
Der Park entstand nach einer Neuregelung der New Yorker Raumordnungspläne in den 1960ern, gemäß der Unternehmen im Gegenzug zur Schaffung öffentlicher Freiflächen Genehmigungen zur Errichtung höherer Gebäude erhalten können. Die United States Steel Corporation errichtete 1968 den Park, um Erleichterungen in der Höhenbeschränkung und bei Abstandsregelungen für das dem Park zugeordnete 54-stöckige Bürohaus One Liberty Plaza zu erhalten. Nach den Terroranschlägen vom 11. September 2001 zunächst mit Trümmern und Schutt bedeckt und anschließend für Aufräumarbeiten genutzt, wurde der von der Eigentümergesellschaft Brookfield Office Properties für 8 Millionen US-Dollar renovierte Platz 2006 nach deren CEO John E. Zuccotti umbenannt und wieder der Öffentlichkeit übergeben.

### Occupy New York
Seit Mitte September 2011 wurde der Platz zum Zentrum der Occupy-Wall-Street-Protestaktion. Demonstranten besetzten den Platz und nannten ihn in Anlehnung an den ursprünglichen Namen Liberty Park oder Liberty Plaza. Die Wahl dieses Ortes scheint für die Protestbewegung günstig gewesen zu sein, da es sich weder um einen öffentlichen Park handelt (für den etwa eine städtische Parkverordnung mit festsetzbaren Öffnungszeiten anwendbar wäre), noch um ein abgeschlossenes Privatgrundstück (auf dem der Eigentümer nach seinem Gutdünken ein Hausrecht ausüben könnte). Bis zum 15. November 2011 gab es keine Versuche, die Demonstranten zu vertreiben, solange diese sich an die Anordnungen der Polizei hielten, die zum Beispiel das Errichten von Zelten verbot. Allerdings bezeichnete der Eigentümer die sanitären Zustände als unhaltbar, da wiederholt Zelte aufgeschlagen wurden.
In der Nacht auf den 15. November 2011 wurde der Park ohne größeren Widerstand geräumt, nachdem die Polizei zunächst Flugblätter mit der Aufforderung zum Verlassen des Parks verteilt hatte. Grund für die Räumung war die Reinigung des Parks, da seine Besetzung „eine zunehmende Gefahr für die Gesundheit und Brandsicherheit“ darstelle. Sowohl Brookfield Office Properties als auch New Yorks Bürgermeister Bloomberg teilten mit, dass eine Rückkehr der Demonstranten – ohne Zelte und Schlafsäcke – möglich sei. Zwei Tage später rief die Occupy-Bewegung anlässlich ihres zweimonatigen Bestehens zu einem „Tag der Aktion“ auf, bei dem sich erneut über 2000 Menschen auf dem Zuccotti Park versammelten. Bei Zusammenstößen mit der Polizei soll es schwer verletzte Demonstranten und Polizisten sowie 250 Festnahmen gegeben haben.